# Компанії Кот-д'Івуару

Розташування Кот-д'Івура

Кот-д'Івуар — країна, розташована в Західній Африці, економічна столиця і найбільше місто —  портове місто Абіджан. Країна має відносно високий дохід на душу населення (1681 долар США в 2018 році) і відіграє ключову роль у транзитній торгівлі для сусідніх країн, які не мають виходу до моря. Країна є найбільшою економікою в Західноафриканському економічному та валютному союзі, становлячи 40% загального ВВП валютного союзу. Країна є найбільшим у світі експортером какао-бобів і четвертим за величиною експортером товарів з країн Африки, що знаходяться на півдні від Сахари (після Південної Африканської Республіки, Нігерії та Анголи ).

## Найбільші компанії
До цього списку входять відомі компанії з основною штаб-квартирою в країні. Підприємства, які припинили свою діяльність, включаються до переліку та вказуються як такі, що не функціонують.
| Назва                                 | Галузь           | Спеціалізація              | Штаб квартира | Заснована | Держ/недерж. | Статус   | Нотатка                                                                  |
| ------------------------------------- | ---------------- | -------------------------- | ------------- | --------- | ------------ | -------- | ------------------------------------------------------------------------ |
| Транспортна компанія Абіджана         | Споживчі послуги | Подорожі та туризм         | Абіджан       | 1960      | Недерж.      | Активна  | Пасажирські перевезення                                                  |
| Air Afrique                           | Споживчі послуги | Авіарейси                  | Абіджан       | 1961      | Недерж.      | Не функ. | Авіакомпанія, скасована у 2002 році                                      |
| Air Côte d'Ivoire                     | Споживчі послуги | Авіарейси                  | Абіджан       | 2012      | Держ.        | Активна  | Державна авіакомпанія                                                    |
| Air Ivoire                            | Споживчі послуги | Авіарейси                  | Абіджан       | 1960      | Недерж.      | Не функ. | Авіакомпанія, скасована у 2011 році                                      |
| Автономний порт Абіджана              | Промисловість    | Сервіс транспортування     | Абіджан       | 1951      | Недерж.      | Активна  | Комерційний порт                                                         |
| Interivoire                           | Споживчі послуги | Авіарейси                  | Абіджан       | 1978      | Недерж.      | Не функ. | Авіакомпанія, скасована у 1979 році                                      |
| Івуарська компанія вантажоперевезення | Промисловість    | Сервіс доставки            | Абіджан       | 2007      | Недерж.      | Активна  | Вантажна авіакомпанія                                                    |
| Пошта Кот-д'Івуару                    | Промисловість    | Сервіс доставки            | Абіджан       | 1945      | Недерж.      | Активна  | Поштовий сервіс                                                          |
| Nouvelle Air Ivoire                   | Споживчі послуги | Авіарейси                  | Абіджан       | 1999      | Недерж.      | Не функ. | Авіакомпанія, злилася з Air Ivoire                                       |
| Unilever Côte d'Ivoire                | Промисловість    | Виробництво пальмової олії | Абіджан       | 1932      | Недерж.      | Не функ. | Компанія з виробництва пальмової олії, що злилася з Unilever у 1982 році |
| Абіджанська борошномельна фабрика     | Промисловість    | Помолка борошна            | Абіджан       | 1963      | Недерж.      | Активна  | Борошномельна фабрика, придбана компанією Seaboard у 2017 році           |

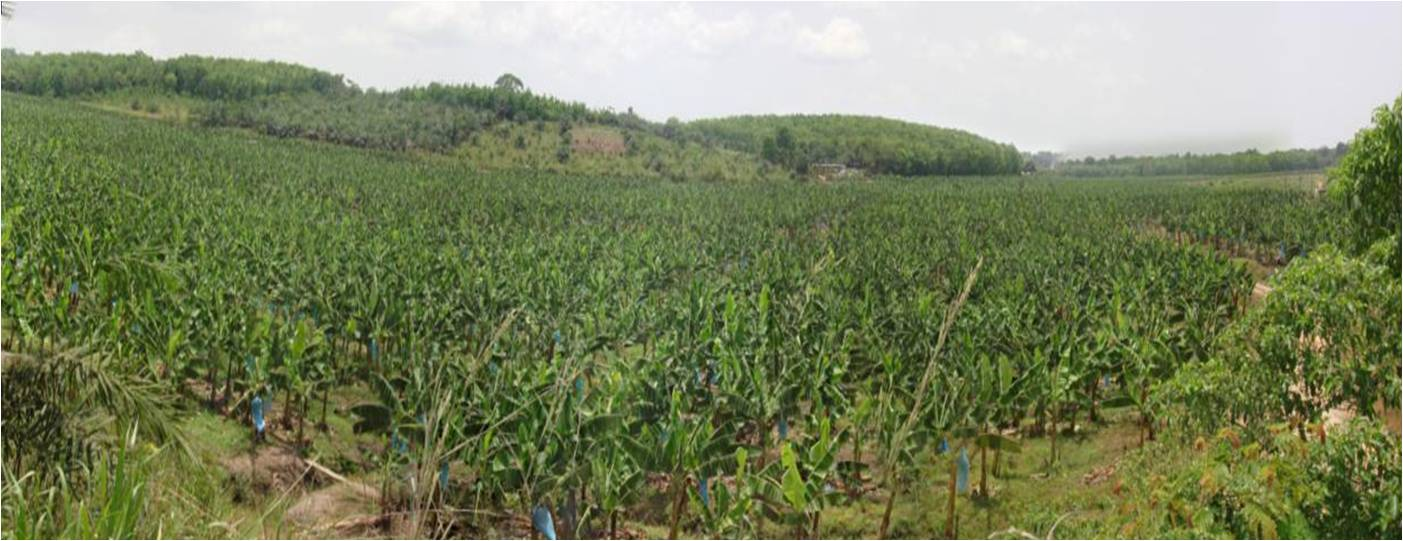
Бананова плантація в Кот-д'Івуарі
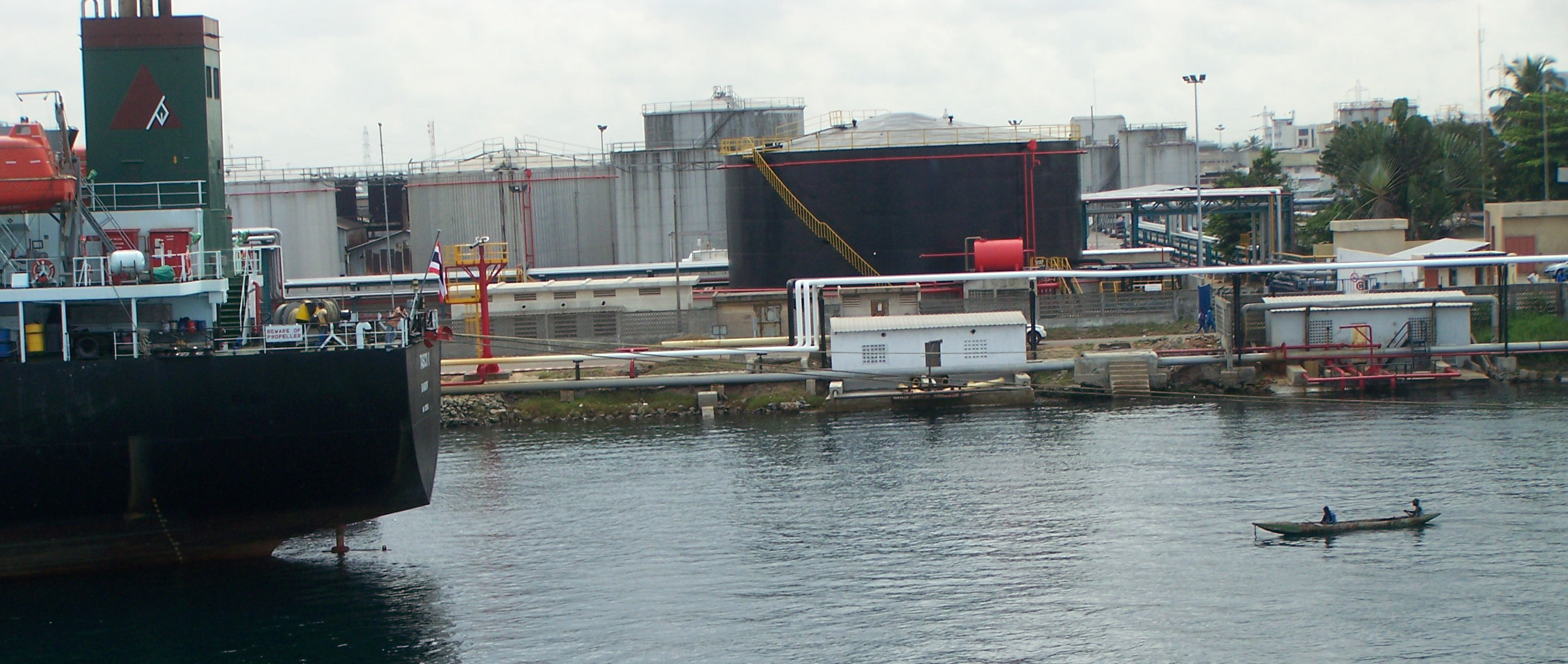
Автономний порт Абіджана у 2009 році